# Hotkovo
Hotkovo (en serbe cyrillique : Хотково) est un village de Serbie situé sur le territoire de la Ville de Novi Pazar, district de Raška. Au recensement de 2011, il comptait 248 habitants.

## Démographie

### Évolution historique de la population
| 1948 | 1953 | 1961 | 1971 | 1981 | 1991 | 2002 | 2011 |
| ---- | ---- | ---- | ---- | ---- | ---- | ---- | ---- |
| 105  | 138  | 142  | 171  | 187  | 195  | 193  | 248  |

|  |